# Zénobe Gramme
Pour les articles homonymes, voir Zénobe et Gramme (homonymie).
Pour le navire-école belge, voir Zénobe Gramme (ketch).
Compléments
Sa tombe se trouve à Paris, au cimetière du Père-Lachaise (94e division, 1re ligne, F, 26).
Zénobe Gramme est l'inventeur belge de la "dynamo Gramme", un générateur électrique à courant continu, aussi appelé machine de Gramme.
Il est né le 4 avril 1826 à Jehay-Bodegnée, près de Huy (Belgique), et mort le 20 janvier 1901 à Bois-Colombes (France) 

## Biographie

### Jeunes années

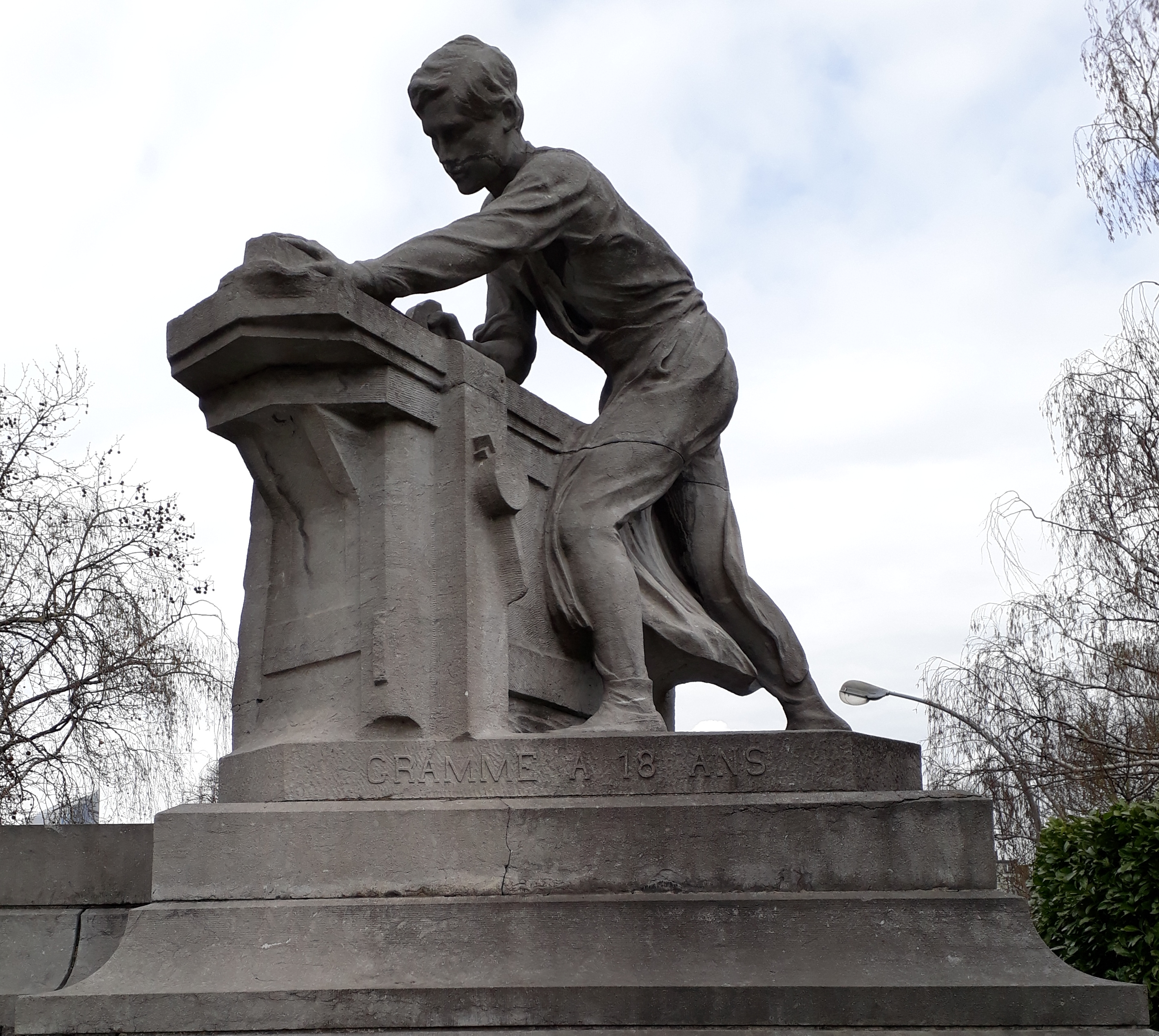
Monument Gramme à Liège : à droite, Zénobe Gramme menuisier, à 18 ans.

Zénobe Gramme est le sixième de douze enfants de ses parents. Son père, Mathieu-Joseph, receveur délégué à l'administration des Charbonnages d'Antheit, veille à ce que ses enfants reçoivent une bonne instruction intellectuelle, mais le jeune Zénobe est un étudiant médiocre qui préfère le travail manuel.
Il devient apprenti menuisier dans un atelier à Hannut et, en 1848, lorsque ses parents  déménagent, suit les cours du soir de menuiserie à l'école industrielle de Huy -.
L'année suivante, à 23 ans, il part pour Liège où il poursuit sa formation en menuiserie tout en travaillant comme tourneur d'art sur bois.
À partir de 1855, ses études terminées, il part gagner sa vie à Bruxelles puis à Marseille, puis, l'année suivante, à Paris, où il s'installe après avoir trouvé un emploi dans un atelier de menuiserie.

### Esprit inventif

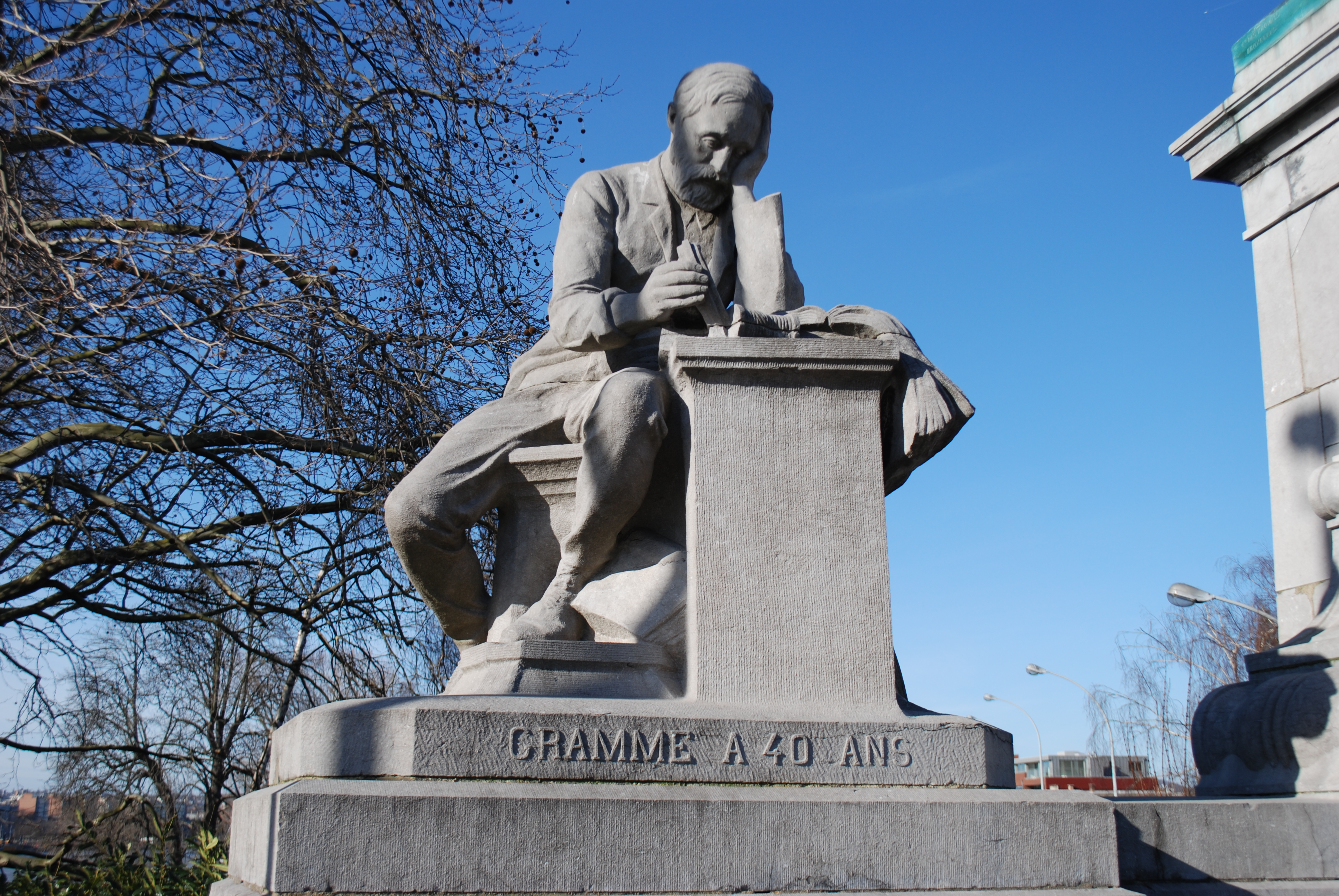
Monument Gramme à Liège : statue de gauche, Gramme à 40 ans.

En 1860, il est engagé à la société de construction électrique L'Alliance où il fabrique certaines pièces en bois pour les machines magnétoélectriques produites par l'entreprise ainsi que des modèles en bois pour l'orfèvrerie Charles Christofle & Cie qui est une grande utilisatrice de la galvanoplastie. Son travail et son apprentissage à L'Alliance éveillent son esprit inventif ; c'est là qu'il imagine un régulateur de tension pour les lampes à arc voltaïque et dépose son premier brevet qui porte sur l'usure des électrodes en charbon dans les lampes à arc.
Las de voir rejetées par la direction toutes ses demandes de modifications des outils ou procédés de fabrication, il quitte L'Alliance en 1863. Il travaille, jusqu'en 1866, pour Heinrich Daniel Ruhmkorff, constructeur d'appareils électriques et inventeur de la bobine d'induction qui porte son nom.
C'est pendant cette période qu'il fait la connaissance de l'ingénieur Ernest Bazin et du photographe André Disdéri.
Le 26 février 1867, il prend un brevet pour plusieurs dispositifs destinés à perfectionner les machines à courant alternatif et, en 1868, améliore la dynamo à courant continu inventée par le physicien italien Antonio Pacinotti, point de départ de l'industrie électrique moderne.
De retour à Paris, qu'il avait fui pendant la guerre franco-prussienne de 1870, il présente son invention le 17 juillet 1871 à l'Académie des sciences et au physicien Jules Jamin, dépose le brevet et cherche un commanditaire. Il le trouve rapidement en la personne du comte d'Ivernois, et la même année, ils fondent la Société des machines magnétoélectriques Gramme. Le comte d'Ivernois fait entrer, comme directeur de la nouvelle société, l'industriel Hippolyte Fontaine.
L'alliance entre l'inventeur de génie et l'industriel avisé sera très féconde. En 1873, Fontaine montre la réversibilité de la dynamo ; elle peut fournir de l'énergie mécanique à partir d'énergie électrique et donc servir de moteur. Cette réversibilité constitue son principal intérêt et fonde sa popularité. La machine Gramme devient le premier moteur électrique puissant ayant connu une grande utilisation dans l'industrie. Avant cette invention, les moteurs électriques fournissaient de faibles puissances et étaient principalement utilisés comme des jouets ou des curiosités de laboratoire.
C'est aussi en 1873 que la jeune société, en la personne d'Hippolyte Fontaine, présente deux machines à l'Exposition universelle de 1873 à Vienne : l'une produisant de l'électricité et l'autre, à l'inverse, utilisée comme moteur électrique. La présence à cette exposition va littéralement remplir le carnet de commande de l'entreprise et la lancer sur la scène du commerce international. Un de leurs premiers clients sera Paul Christofle qui a pris la succession de son père Charles à la tête de la maison Christofle.
Les « machines Gramme » rencontrent un nouveau succès à l'exposition universelle de 1878 à Paris. Gramme et Fontaine y octroient leurs premiers contrats de licences. Un de ceux-ci est accordé à l'électricien Joseph Jaspar de Liège.

### Reconnaissance et honneurs

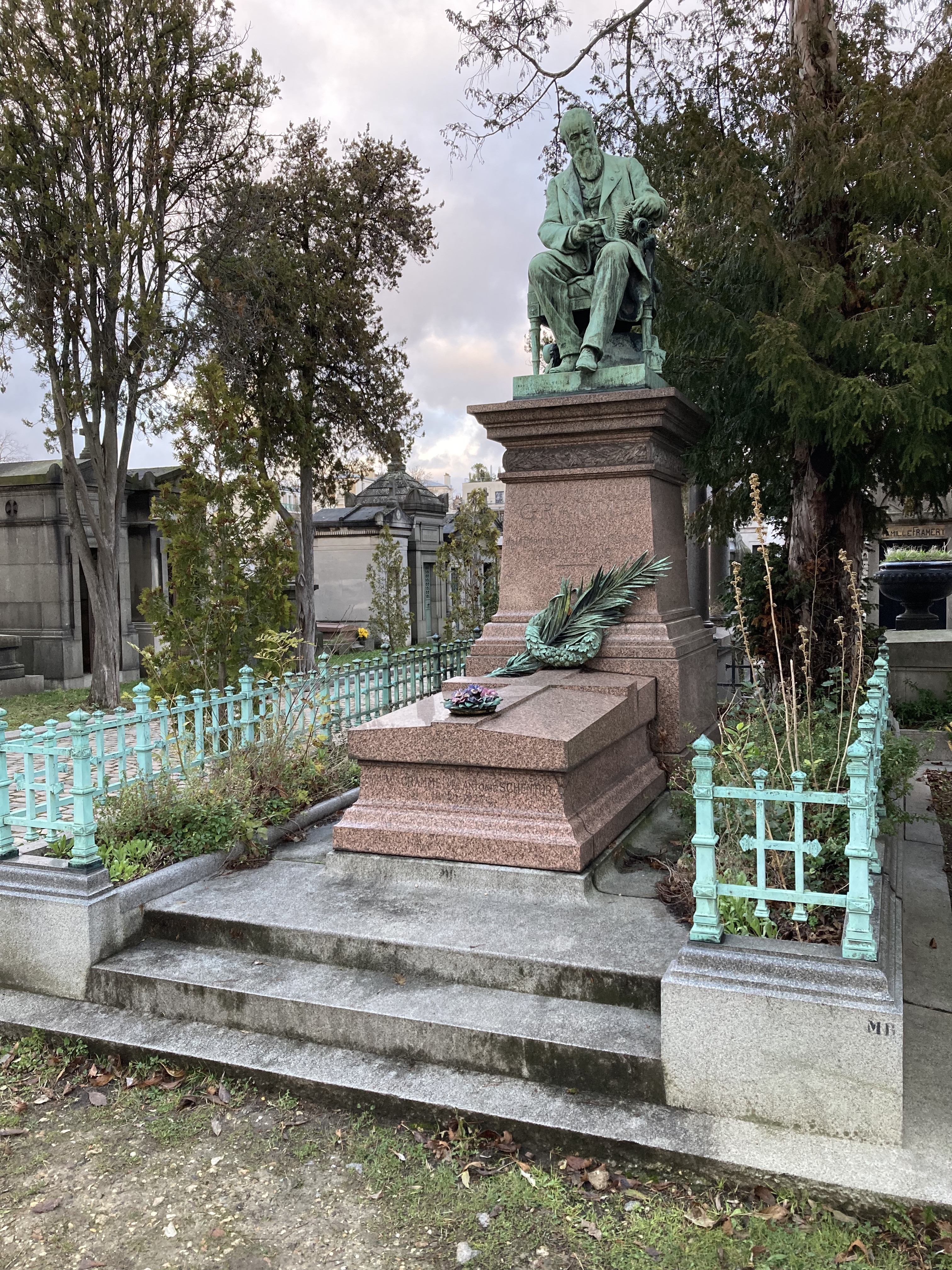
Tombe de Zénobe Gramme au Père Lachaise

Il est fait officier de l'Ordre national de la Légion d'honneur en 1877.
Si, en 1880, le gouvernement français lui alloue un prix exceptionnel de 20 000 francs-or, c'est en 1888 que son esprit inventif est reconnu par tous, le dernier prix Volta (1852 à 1888) d'un montant de 50 000 francs-or lui est décerné par l'Académie des sciences.
En 1898, il est fait commandeur de l'Ordre de Léopold.

### Vie privée
En 1857, il épouse une couturière d'origine liégeoise, Hortense Nysten qui est veuve et mère d'une fille prénommée Héloïse. Hortense meurt en 1890. En 1891, Zénobe Gramme se remarie avec Antonie Schentur qui est sa cadette de 36 ans. Il n'a aucun descendant direct.
Pendant le siège de Paris entre 1870 et 1871, il se réfugie à Arlon.
Atteint d'une cirrhose virale, il meurt le 20 janvier 1901 dans sa maison du no 6 de la rue Nollet (actuellement rue Mertens) à Bois-Colombes. Il est inhumé au cimetière du Père-Lachaise où sa tombe est surmontée d'une statue imposante.

## Citations
- On décrit souvent Gramme comme un personnage silencieux et méditatif. Sa fameuse réplique « dji tûse Hortense » (« je pense Hortense » en wallon liégeois) faite à sa femme qui lui reprochait sa distraction est restée célèbre.
- Au Congrès international des électriciens de 1881, se réveillant à l'issue d'une conférence très technique, émaillée de calculs, d'Oskar Frölich (de) sur sa machine, Gramme voit le tableau couvert de calculs et demande de quoi il s'agit. On le lui dit et il répond « Ah, s'il m'avait fallu connaître tous ces porte-manteaux [les intégrales], je n'aurais sûrement jamais inventé ma machine »[6],[7].

## Mémoire et hommages
- Le prix Zénobe organisé par la Région wallonne récompense l'innovation technologique ;
- le  A958 Zénobe Gramme, voilier utilisé pour l'instruction par la Composante marine des forces armées belges ;
- l'astéroïde (2666) Gramme ;
- à Arlon :
  - la rue Zénobe Gramme ;
- à Charleroi :
  - le centre universitaire Zénobe Gramme
  - la rue Zénobe Gramme
- à Liège :
  - l'école d'ingénieurs HELMo Gramme (précédemment Institut Gramme),
  - le pont Gramme,
  - square Gramme et monument, par Thomas Vinçotte, entre les ponts de Fragnée et de Fétinne (inauguration le 7 octobre 1905)[8],
  - buste à l'athénée Maurice Destenay (devant l'entrée de l'ancienne École industrielle où étudia Zénobe Gramme) sur le boulevard Saucy,
  - le prototype original no 2 de la dynamo de 1871 (celle présentée à Jules Jamin) à la Maison de la métallurgie et de l'industrie[9],
  - la rue Gramme à Bressoux ;
- à Herstal :
  - le boulevard Zénobe Gramme ;
- à Huy :
  - la place Zénobe Gramme ;
- à Schaerbeek, Tubize et Wavre :
  - l'avenue Zénobe Gramme ;
- à La Louvière:
  - une rue Zénobe Gramme dans le quartier de Bouvy
- à Paris :
  - statue par Mathurin Moreau sur le parvis du musée des arts et métiers,
  - la rue Gramme dans le 15e arrondissement,
  - plaque commémorative sur le no 29 de l'avenue des Ternes, dans le 17e arrondissement, où il inventa la dynamo,
  - sa tombe au cimetière du Père-Lachaise (94e division, 1re ligne, F, 26) surmontée d'une sculpture de Mathurin Moreau ;
- à Jehay-Bodegnée, Hannut, Arlon, Bois-Colombes, Béziers, Seneffe et Charleroi :
  - la rue Zénobe Gramme ainsi qu'une fontaine à Jehay-Bodegnée et une école primaire à Bois-Colombes ;
  - un café de Hannut, La Capsulerie, lui rend hommage avec un portrait détourné façon "Einstein tirant la langue", apposé sur sa façade ;
- à Anvers :
  - à 2000 Anvers : la Zénobe Grammestraat,
  - à 2660 Hoboken : la Grammestraat ;
- à Bois-Colombes :
  - la rue Gramme ;
- à Boston :
  - Gramme a son nom gravé sur le frontispice d'un des bâtiments[Lequel ?] du Massachusetts Institute of Technology.

## Galerie média

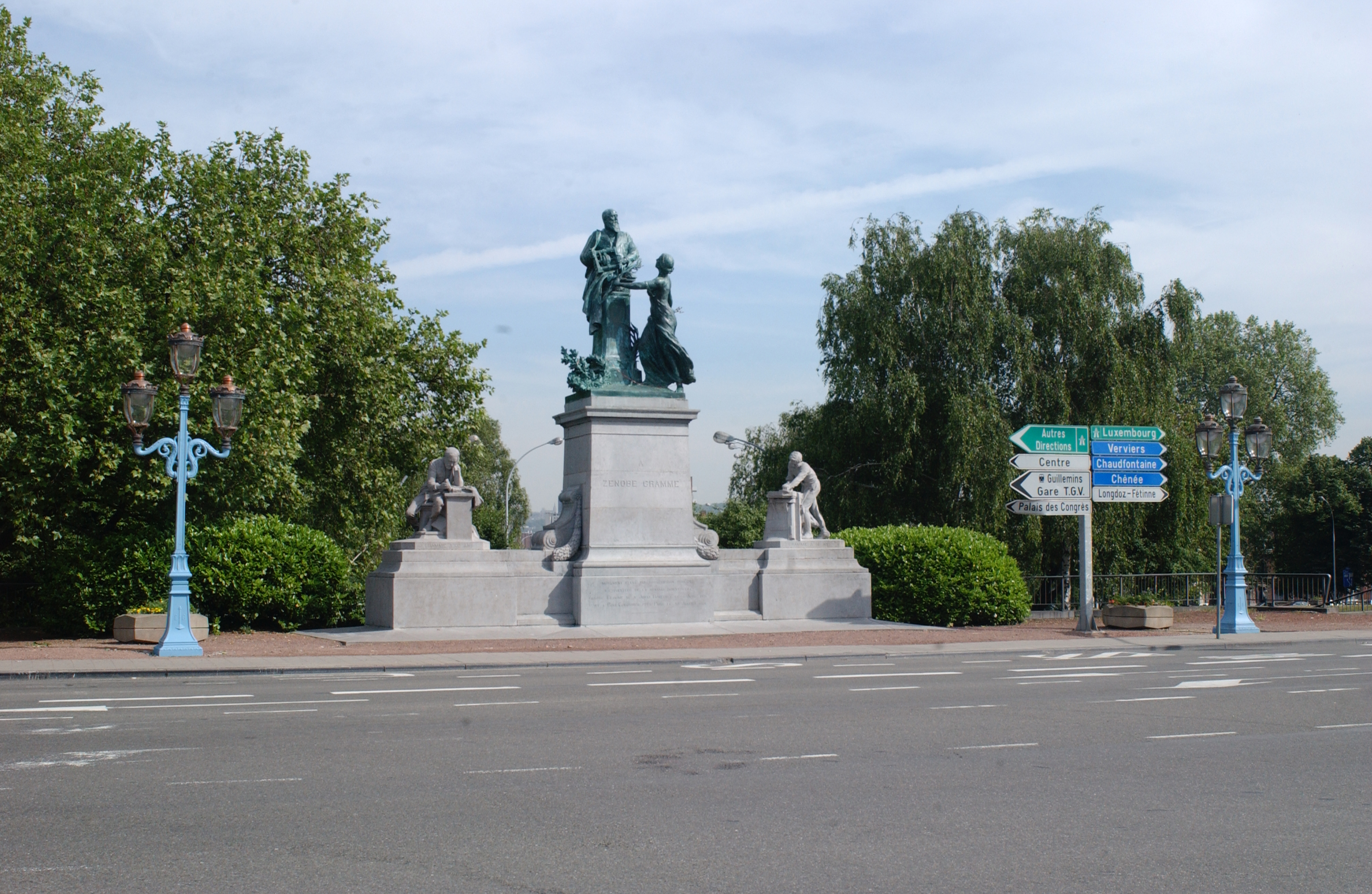
Monument à Liège
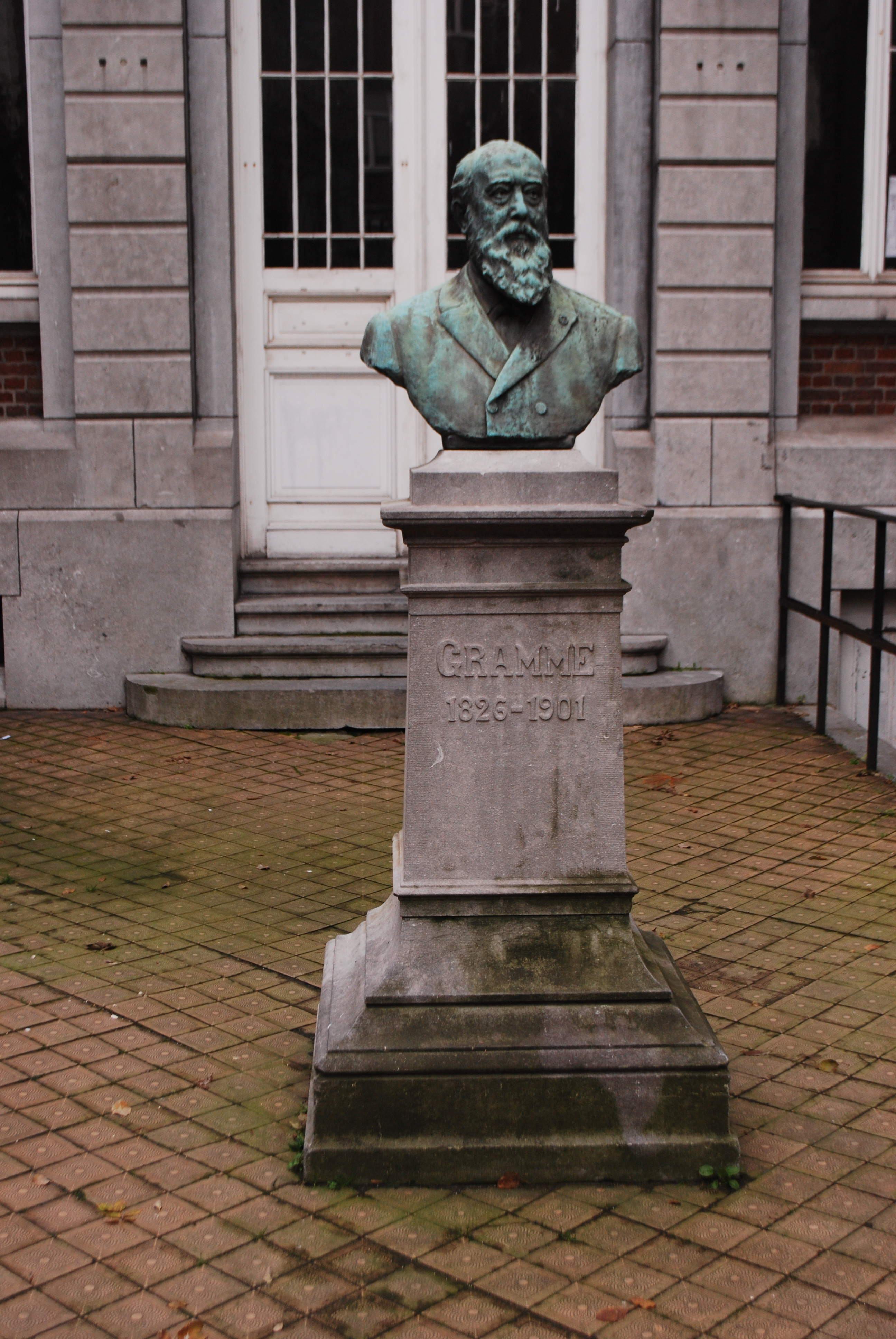
Buste devant l'entrée de l'ancienne École industrielle de Liège.
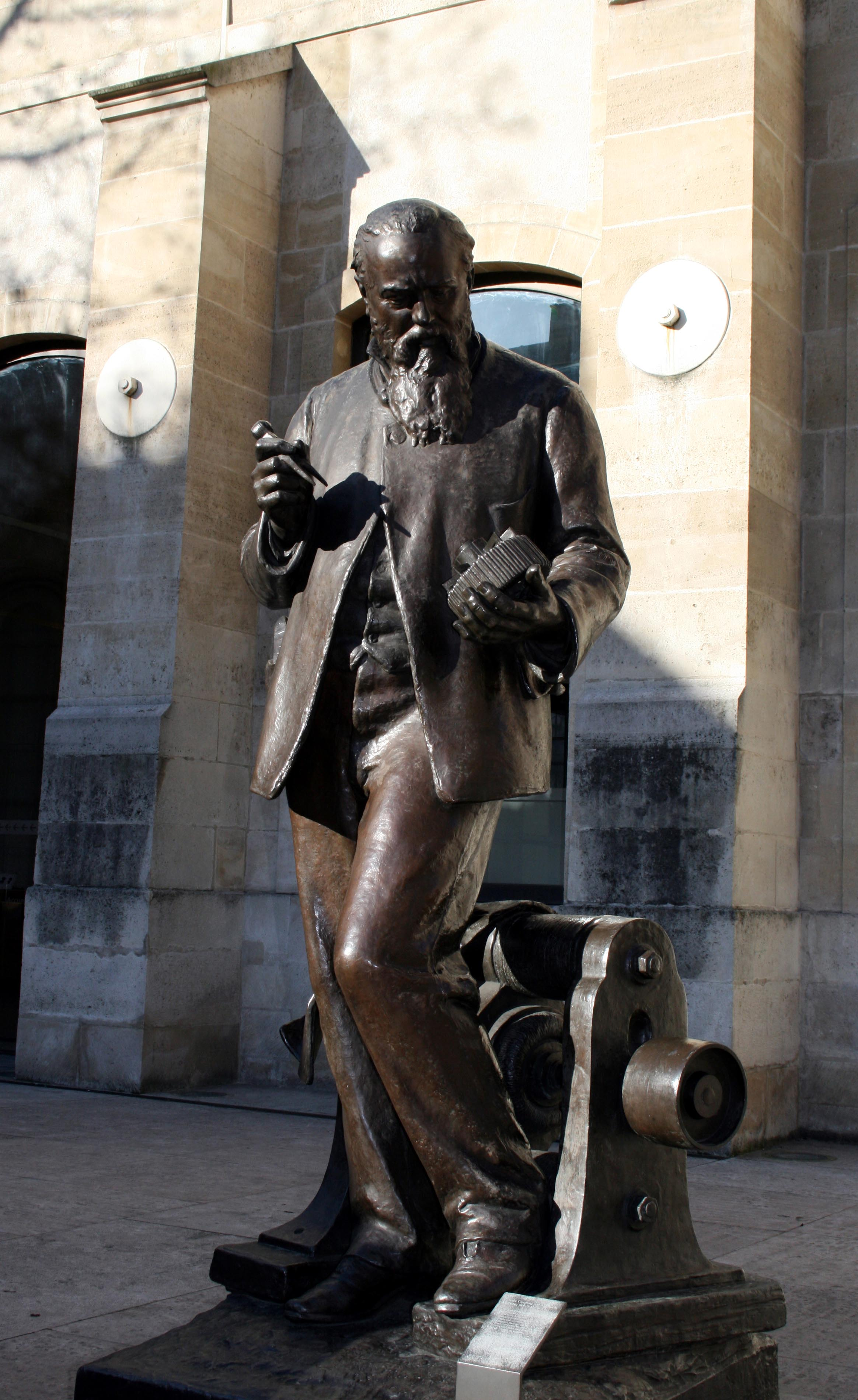
Statue devant le musée des arts et métiers à Paris.
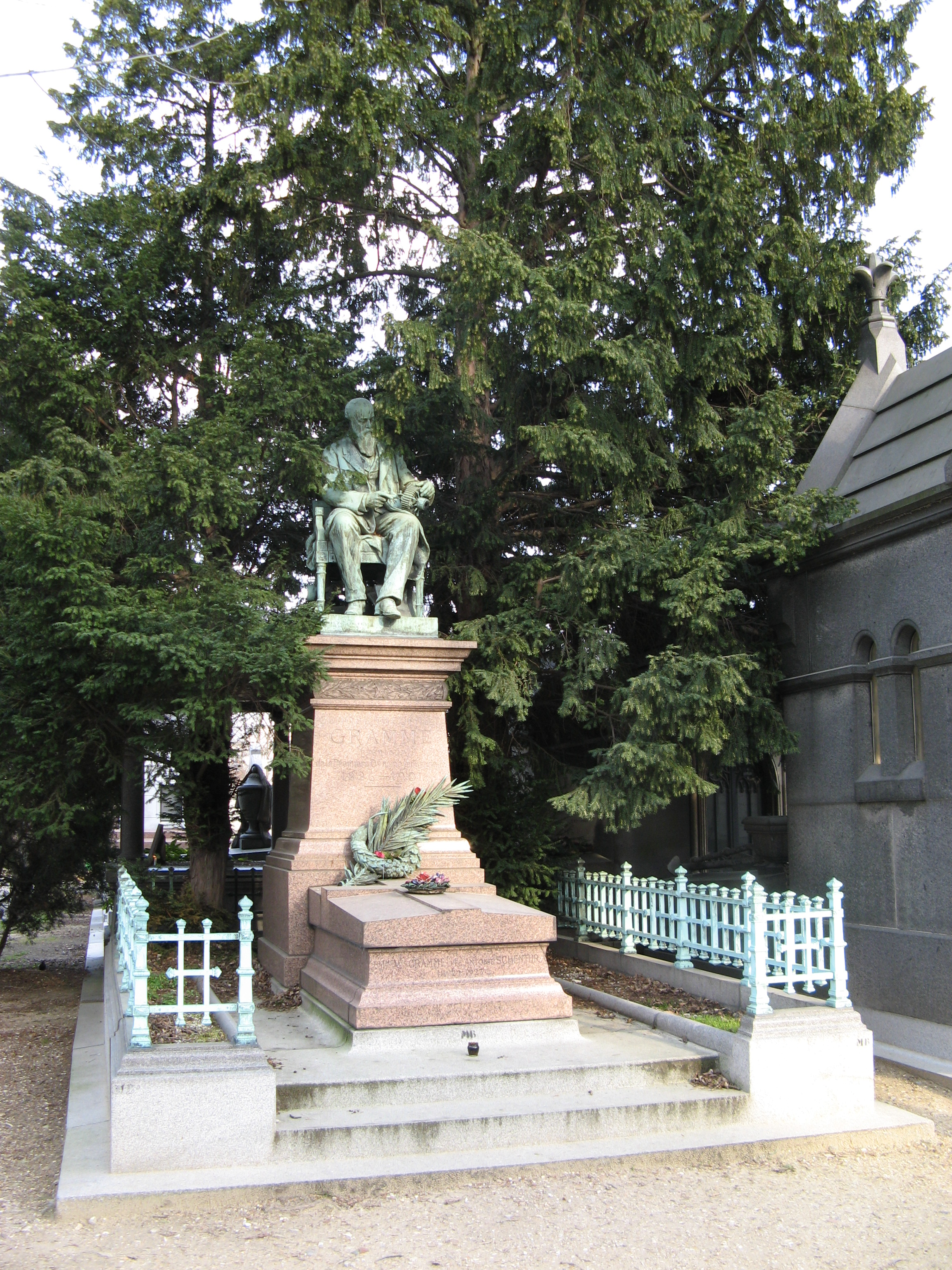
Tombe au cimetière du Père-Lachaise à Paris.
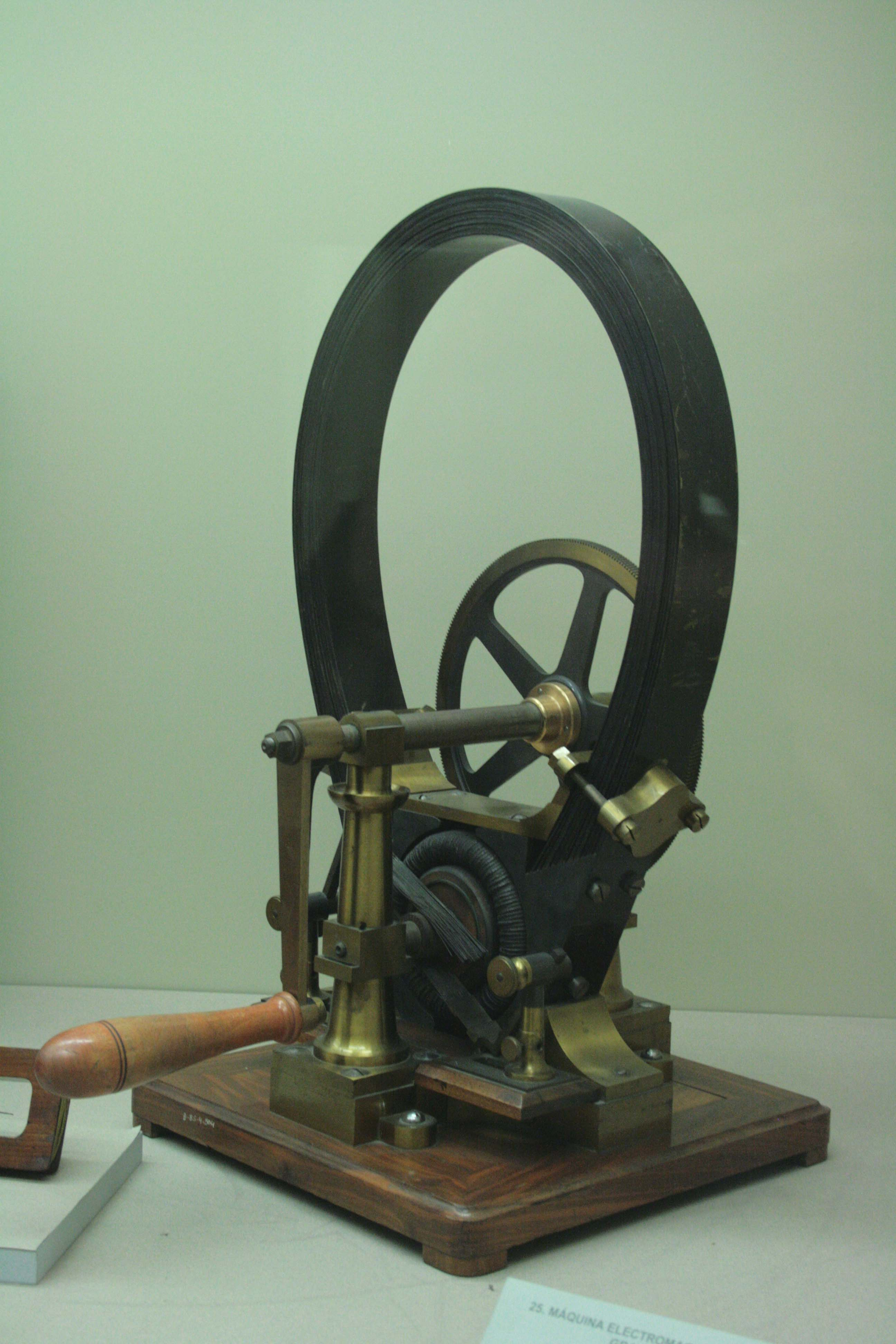
Dynamo Gramme (modèle de 1878).
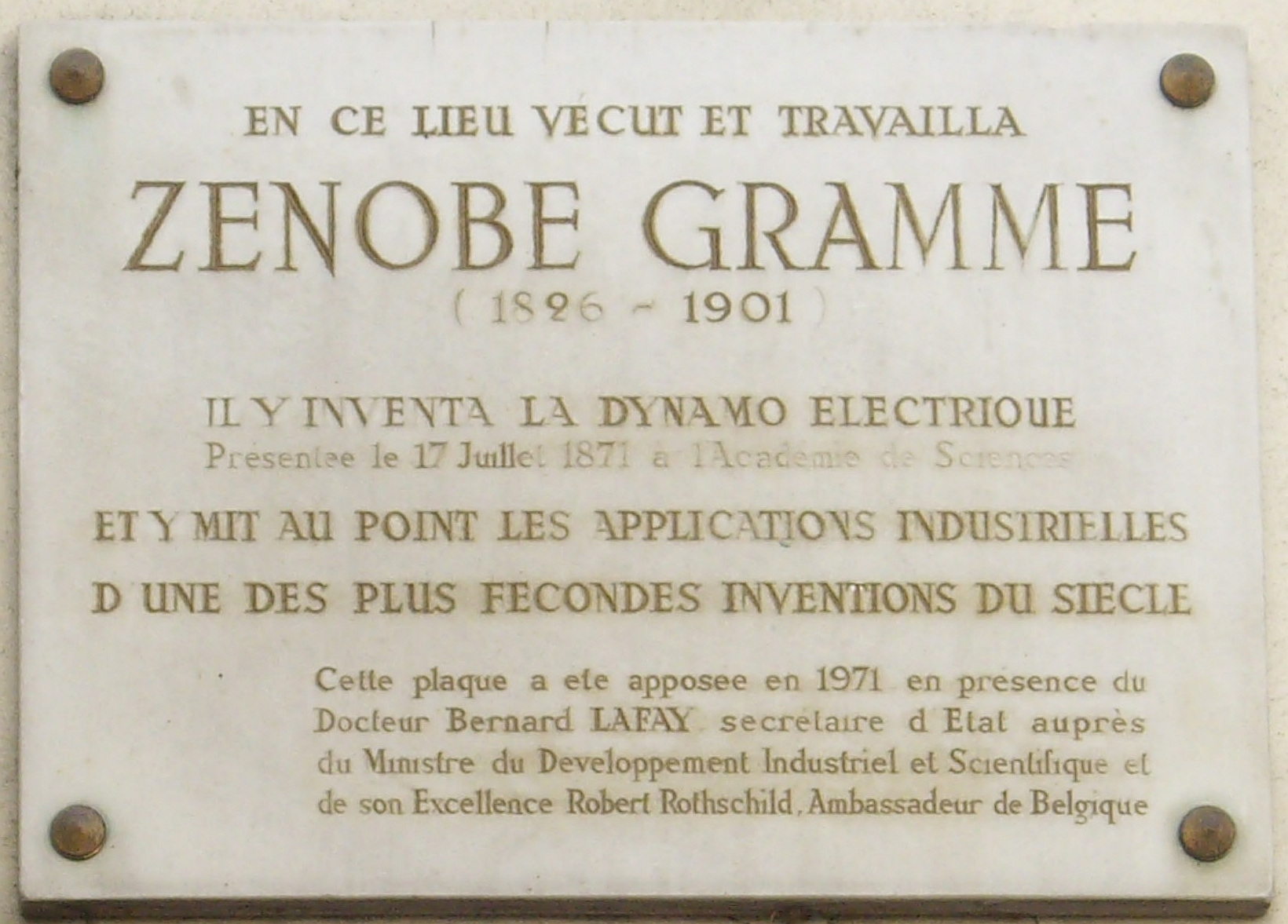
Plaque commémorative, 29 avenue des Ternes, Paris 17e..

## Pour approfondir